# Adoración del nombre de Jesús (Monasterio de El Escorial)
La Adoración del nombre de Jesús, conocida también como La gloria de Felipe II o Alegoría de la Liga Santa, es una obra del Greco, realizada en 1579 durante su primer período toledano.

## Tema de la obra
La Liga Santa fue fundada el año 1571 por el papa Pío V a fin de luchar contra la expansión el Imperio otomano por el mar Mediterráneo. La Liga consiguió unir varios estados católicos de la ribera mediterránea, consiguiendo una gran victoria naval en la batalla de Lepanto.
Las letras IHS —abreviatura de IHSOUS, la forma griega de Jesús— son el foco principal de este lienzo. Las figuras de la parte inferior izquierda son los miembros de la Liga Santa, que se estableció —en palabras de Felipe II— "para defender el nombre sagrado de Cristo". Estas figuras incluyen a Alvise Mocenigo —el dux de Venecia— al papa Pío V, y a Felipe II de España.
El caballero con el rostro levantado —a la izquierda del Papa— se identifica con Juan de Austria. El otro militar debe ser Marco Antonio Colonna, comandante de las fuerzas del Papa, puesto que Sebastiano Venier, almirante de la flota de Venecia, estuvo ausente de la batalla. No se ha podido identificar los dos personajes que acompañan al Papa, pero el cardenal de la derecha podría ser Carlos Borromeo.

## Análisis de la obra
- Patrimonio Nacional, depositada en la Galería de las Colecciones Reales, procedente del Museo de Pinturas de San Lorenzo de El Escorial;
- Datación: 1577-79;
- Dimensiones: 140 x 110 cm;
- Pintura al óleo sobre lienzo;
- Consta en el catálogo razonado de obras del Greco —obra de Harold Wethey— con el n º. 116, y en el de Tiziana Frati con el 37-a.[5]

Esta pintura es generalmente considerada como la primera obra encargada al Greco por Felipe II. En la National Gallery de Londres se conserva un boceto preparatorio. La influencia de la escuela veneciana es palpable en la sensación atmosférica y en las pinceladas que proveen luz y color a la escena. Por otro lado, es inevitable el recuerdo de Miguel Ángel, sobre todo en la composición de los personajes.
La parte central —de color naranja-rojizo— contrasta con el cielo azul y gris, y con los detalles secundarios, de brillante colorido. Don Juan de Austria —a la izquierda del Papa— lleva una armadura de color amarillo vivo, con tiras grises en la cintura, y una prenda en los hombros roja con forro azul. Tiene ambas manos en el pomo de una espada, apoyada verticalmente en el suelo. El dux Mocenigo viste ropaje amarillo claro y cuello de armiño. El Papa lleva una indumentaria dorada con forro azul, mientras que Felipe II viste totalmente de negro. El hombre con los brazos cruzados —a la izquierda del dux— lleva túnica y manto azules, que forman un hermoso contraste con los paños rojos del hombre semidesnudo situado detrás. En el ángulo inferior derecho, se representa la boca del Leviatán —que ya figuraba en el Tríptico de Módena— y que era común en la pintura italiana de la época, en escenas del Apocalipsis.